# Media24
Ne pas confondre avec Médias 24, un portail marocain d’information économique
Media24 est une société d'imprimerie sud-africaine de journaux et de magazines appartenant au groupe de presse Naspers. Elle dirige également l'activité sur internet de sa filiale Media24 Digital, propriétaire de News24.com, le premier service d’informations en ligne d’Afrique du Sud.
Media24 est le plus important éditeur, imprimeur et distributeur de journaux d'Afrique. Il contribue à 35 % du total des revenus de Naspers et 20 % de ses bénéfices de l'année 2007.